# Махов, Михаил Александрович
Михаи́л Алекса́ндрович Ма́хов (21 октября 1931, Яранский район, Нижегородский край — 19 января 2022, Екатеринбург) — советский и российский тренер по легкой атлетике. Заслуженный тренер РСФСР, Заслуженный работник высшего профессионального образования Российской Федерации.

## Биография
Родился 21 октября 1931 года в деревне Махово. Отец ― Александр Ефимович (1902―1942), погиб в сражении под Сталинградом; мать ― Раиса Ивановна (1904―1970), домохозяйка. Предками Михаила Александровича были купцы.
С 1952 года работал в Свердловске в школе физруком. С 1957 года, по окончании Омского института физической культуры, работал на кафедре физвоспитания Уральского политехнического института. В 1959 году перешёл в Свердловский педагогический институт, где трудился до 2012 года. Последняя должность — профессор кафедры физического воспитания в Уральском государственном педагогическом университете.
За годы работы на тренерском поприще воспитал множество выдающихся спортсменов: среди них мастера спорта международного класса Людмила Ризванова, Татьяна Мишкель, Олег Кульков; мастера спорта Владимир Пошехонов, Насима Гиматова, Валерий Сергиенко, Таисия Попова, Валерий Закиров, Сергей Костромин, Людмила Чернышова, Наталья Шипилова. М. А. Махов был первым тренером Людмилы Брагиной — заслуженного мастера спорта Советского Союза, олимпийской чемпионки в беге на 1500 метров (Мюнхенская Олимпиада 1972 года).
Участвовал в организации и проведении соревнований по лёгкой атлетике различного уровня, за что ему было присвоено звание «Судья республиканской категории» по лёгкой атлетике.
Награждён медалью ордена «За заслуги перед Отечеством» II степени, почётным знаком «За заслуги в развитии физической культуры и спорта».
Скончался в Екатеринбурге 19 января 2022 года. Похоронен на Северном кладбище Екатеринбурга.

## Комментарии
1. ↑  Деревня Махово входила в состав Рождественского, в 1970-е годы — Октябрьского сельсовета Яранского района; не сохранилась[3].